# André Lenormand (homme politique)
Pour les articles homonymes, voir André Lenormand.
André Lenormand, né à Cabourg le 1er septembre 1913 et mort à Caen le 12 janvier 1984, est un homme politique français. Militant et résistant communiste, arrêté en 1941, il fut emprisonné, puis déporté, et revenu de déportation. Député du Calvados de 1946 à 1958, il est maire de Dives-sur-Mer constamment réélu de 1953 à 1983.

## Biographie
Cheminot, il entre au Parti communiste français dans les années 1930. Il milite à Dives-sur-Mer dans le Calvados. Le 3 juillet 1941, il est arrêté par la police allemande avec neuf camardes de Dives, interné à la prison de Pont-l'Évêque jusqu'au 11 septembre, puis à celle de Caen et déporté à Buchenwald. 
À son retour d'Allemagne, il devient le secrétaire fédéral du Parti communiste dans le Calvados. Il est désigné tête de liste lors des élections à l'Assemblée constituante en octobre 1945, où il est battu. En juin 1946, en revanche, il est élu député à la Constituante, puis en novembre, député du Calvados à l'Assemblée nationale française. C'est à ce jour le seul parlementaire communiste de l'histoire du Calvados. Il est ensuite facilement réélu en 1951 et en 1956. En 1958, il est battu et ne retrouvera jamais son siège. Parallèlement, il devient maire de Dives-sur-Mer en 1953, et il sera constamment réélu jusqu'en 1983. Ouest-France le décrit comme étant « apprécié de tous, même par ses opposants »